# USS Boxer (CV-21)
USS Boxer (CV-21) byla letadlová loď Námořnictva Spojených států, která působila ve službě v letech 1945–1969. Jednalo se o třináctou postavenou jednotku třídy Essex (čtvrtou ve verzi s dlouhým trupem).
Její stavba byla zahájena 13. září 1943 v loděnici Newport News Shipbuilding v Newport News ve Virginii. K jejímu spuštění na vodu došlo 14. prosince 1944, do služby byla zařazena 16. dubna 1945. Do bojových operací druhé světové války již nezasáhla a většinu svého provozu následně sloužila v Tichém oceánu. Dne 10. března 1948 proběhl z paluby Boxeru vůbec první start tryskového letadla z americké letadlové lodi (jednalo se o stíhačku FJ-1). Pod velením kontradmirála Apolla Soucka[zdroj⁠?!] sloužila v korejské válce, v roce 1952 byla překlasifikována na útočnou letadlovou loď CVA-21, o čtyři roky později byla její klasifikace změněna na protiponorkovou letadlovou loď CVS-21. V roce 1958 byla upravena na vrtulníkovou výsadkovou loď s označením LPH-4. V této podobě se zúčastnila operací v rámci karibské krize či jako transportní plavidlo také války ve Vietnamu. Ze služby byla vyřazena 1. prosince 1969, roku 1971 byla prodána do šrotu.